# Уиннемакка (Невада)
Уиннемакка (англ. Winnemucca) — город и административный центр округа Гумбольдт в штате Невада, в США. Основан в 1868 году. Население по переписи 2020 года составляло 8431 человек.
Название города происходит от имени вождя северных пайютов Уиннемакки Младшего. Через город проходит межштатная трасса I-80, где пересекается с государственной автомагистралью US 95.

## История
Своё название населённый пункт получил в честь вождя Уиннемакки Младшего из местного племени северных пайютов, который жил на месте будущего города в XIX веке. Его имя в вольном переводе означает «один мокасин». Дочерью вождя была гражданская активистка Сара Уиннемакка, выступавшая за образование и справедливое обращение с представителями народов пайютов и шошонов, населявших этот район. Она владела английским языком и работала переводчиком, разведчиком и посыльным в армии США во время Баннокской войны 1878 года. В 1883 году Сара Уиннемакка опубликовала первую автобиографию, написанную коренной американкой, на основе сотен лекций, которые она прочитала на Северо-Востоке и в Средней Атлантике. Сочинение называют «одним из самых достоверных этно-исторических произведений, написанных американским индейцем» .
16 сентября 1868 года Центрально-Тихоокеанская железная дорога достигла Уиннемакки. 1 октября того же года в городе была официально открыта железнодорожная станция Первой трансконтинентальной железной дороги, бывшей частью трансконтинентальной линии..
Во второй половине XIX века в Уиннеммаке сформировалась община басков, начало которой положили иммигранты, нанимавшиеся на работу пастухами. В конце XIX —начале XX века в городе существовал оживлённый китайский квартал. Китайцы приезжали в город в качестве рабочих трансконтинентальной Центрально-Тихоокеанской железной дороги. Одним из главных зданий местной общины китайцев был особняк Джосс-хаус на Бод-стрит, ставший последним зданием чайнотауна, которое снесли 8 марта 1955 года по приказу городского совета Уиннемакки. В 1911 году, во время тура по сбору средств в США для поддержки Синьхайской революции, местную общину китайцев посетил Сунь Ятсен, впоследствии ставший президентом Китая.
Событием криминальной истории города является ограбление Первого национального банка Уиннемакки бандой Бутча Кэссиди 19 сентября 1900 года. Преступники похитили из банковской кассы 32 640 долларов, что по тем временам было внушительной суммой.

## География

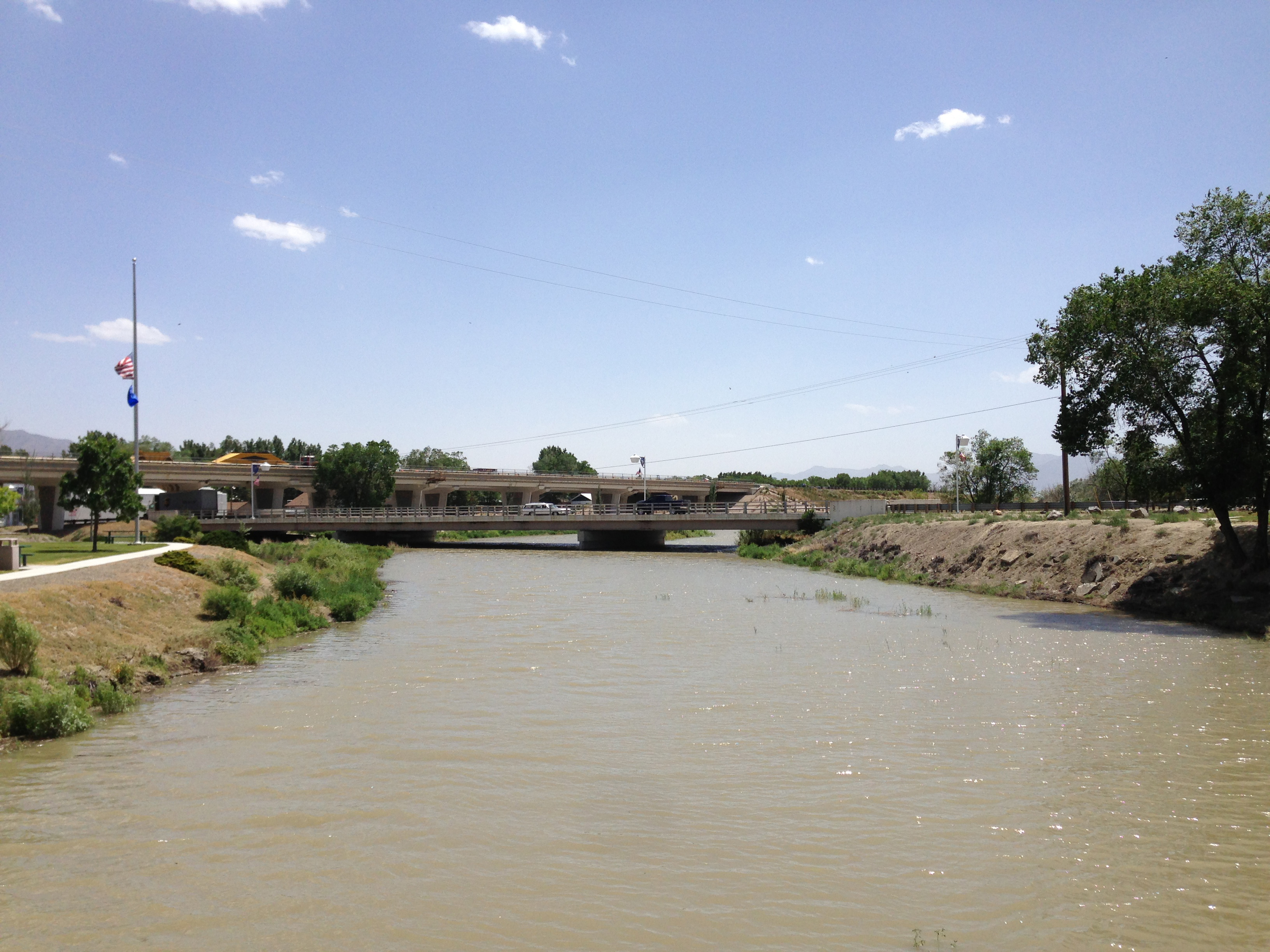
Вид на реку Гумбольдт с Бридж-стрит в Уиннемакке

Уиннемакка занимает берега реки Гумбольдт. По данным Бюро переписи населения США город имеет общую площадь в 24,3 км².
Местный климат носит полузасушливый характер; в среднем в Уиннемакке выпадает 210 мм осадков в год. Летние дни, как правило, жаркие, но ночью температура значительно падает. Зимы здесь холодные, часто с небольшим количеством снега; толщина снежного покрова в обычный год составляет 56 см. Самая высокая температура в Уиннемакке была зафиксирована 11 июля 2002 года и составляла 43 °C. Самая низкая температура была зарегистрирована 22 декабря 1990 года и составляла -38 °C. Морозные температуры в городе наблюдаются ежемесячно.

## Население
Согласно переписи 2000 года в Уиннемакке проживали 7174 человек и 1824 семьи, насчитывалось 2736 домашних хозяйств. Плотность населения составляла 334,9 человек на квадратный километр. 3280 единиц жилья имели среднюю плотность в 153,1 км². Расовый состав населения города был евроамериканским на 83,41 %, афроамериканским на 2,23 %, коренным американским на 0,89 %, азиатским на 0,32 %, выходцы с островов Тихого океана составляли 0,03 % , представители других рас — 9,60 % и представителем двух или более рас — 3,51 %. Латиноамериканцы или латиноамериканцы любой расы составляли 20,74 % местного населения.
Американцы баскского происхождения составляли 4,2% населения Уиннемакки, что являлось самым высоким показателем по этому пункту среди всех городов США.
Из 2736 домашних хозяйств в 37,8 % проживали дети в возрасте до 18 лет, 53,9 % составляли супружеские пары, проживающие вместе, в 8,6 % проживала женщина без мужа, 33,3 % не были семьями. 27,1 % всех домохозяйств состоял из отдельных лиц, а в 8,7 % проживали одинокие люди в возрасте 65 лет и старше. Средний размер домохозяйства составлял 2,60 человек, а средний размер семьи — 3,21 человек.
Возраст местного городского населения был следующим: 30,2 % горожане до 18 лет, 7,9 % от 18 до 24 лет, 30,6 % от 25 до 44 лет, 22,3 % от 45 до 64 лет и 9,0 % в возрасте 65 лет или старше. Средний возраст жителей Уиннемакки составлял 34 года. На каждые 100 женщин приходилось 105,1 мужчин. На каждые 100 женщин в возрасте 18 лет и старше приходилось 104,5 мужчин.
Средний доход домохозяйства в городе составлял 46699 долларов США, а средний доход семьи — 53681 доллар США. Средний доход мужчин составлял 47917 долларов США против 26 682 долларов США у женщин. Доход на душу населения в городе составлял 21441 доллар США. Около 7,5 % семей и 9,5 % населения находились за чертой бедности, в том числе 10,8 % лиц моложе 18 лет и 8,1 % лиц 65 лет и старше.

## Политика
В Уиннемакке находится штаб-квартира невадской колонии индейцев Уиннемакка, признанного на федеральном уровне племени западных шошонов и северных пайютов на северо-западе штата Невада.

## Экономика
Многие жители Уиннемакки работают в крупных горнодобывающих компаниях, таких как «Ньюмонт» и «Баррик Голд», а также в компаниях, обслуживающих золотодобывающую промышленность. На предприятии по изготовлению трейлеров «Кэрри-Он Трэйлерс» (англ. Carry-On Trailers) в местном индустриальном парке работает более 100 человек. Уиннемакка также имеет большой и развивающийся туристический сектор. Другими местными работодателями являются пригородные фермы, казино, отели и рестораны. До 2013 года компания «Уинниммака Фармс» (англ. Winnemucca Farms) владела в Уиннемакке крупнейшим в мире заводом по обезвоживанию картофеля. Местный регион по-прежнему является одним из крупнейших районов выращивания картофеля в мире.

### Транспорт
Уиннеммаку обслуживает национальная железнодорожная корпорация «Амтрак». Пассажирский поезд «Калифорния Зефир» ежедневно курсирует в обоих направлениях между Сан-Франциско и Чикаго. В Уннемакке поезд останавливается на железнодорожной станции. Билеты на железнодорожный транспорт корпорации «Амтрак» в Уиннемакке можно приобрести через интернет.
С 1867 года в Уиннемакке останавливается поезд Трансконтинентальной железной дороги. Город лежит посередине 80 межштатной трассы между Солт-Лейк-Сити и Сан-Франциско, которая проходит через городскую застройку, как из 95 государственная автомагистраль.
В Уиннемакке имеется муниципальный аэропорт, который расположен примерно в 8 км к юго-западу от центра города. Регулярных пассажирских перевозок здесь нет. Ближайшие коммерческие аэропорты — международный аэропорт Рино — Тахо в Рино и региональный аэропорт Элко в Элко.

### СМИ
Местная газета «Губольдт Сан» (англ. The Humboldt Sun) выходит два раза в неделю. «Номадик Бродкастинг» (англ. Nomadic Broadcasting) управляет радиостанцией KHYX-FM с сигналом мощностью в 50000 Вт на частоте 102,7 FM и Транслатор K232BK на частоте 94,3 FM, обслуживающей Уиннемакку и окрестности города. 102.7 — современный формат для взрослых, 94.3 — рок-формат. Эти два сигнала являются HD. «Букару Бродкастинг» (англ. Buckaroo Broadcasting) управляет радиостанцией KWNA-FM с сигналом мощностью в 25000 Вт и кантри-форматом.

## Культура
В городе находятся Зал ковбойской славы и Музея наследия. Ежегодно в Уиннемакке проводится фестиваль баскской культуры. Школьный округ округа Гумбольдт управляет начальными и средними учебными заведениями города. В Уиннемакке находятся три начальные школы — Грасс-Валлей, Сонома-Хайтс и Уиннемакка-Граммар-Скул, а также средняя школа Френч-Форд, неполная средняя школа Уиннемакки и средняя школа Альберта М. Лоури; талисманом последней является ковбой. В Уиннемакке есть публичная библиотека, представляющая филиал библиотеки округа Гумбольдт.
На рекламном щите вдоль 140 трассы штата Невада, известному как «Шоссе от Уиннемакки к морю», Уиннемакка названа «Городом мощённых улиц». Квартал красных фонарей в Уиннемакке известен под названиями «Линия» или «Кольцо» из-за планировки улицы, на которой расположены бордели. По состоянию на 2015 год в округе Гумбольдт не было действующих публичных домов. Секс-работники, проживающие в городе, обязаны регистрировать свои транспортные средства в местной полиции.
Уиннемакка также является местом действия двух романов «Множество городских историй» и «Дни Анны Мадригал», серии «Городские истории», состоящей из девяти романов, американского писателя Армистеда Мопена. Книжная серия была экранизирована; персонаж Анны Мадригал в телесериале сыграла Олимпия Дукакис. Стихотворение Рода Маккьюэна «Уиннемакка, Невада» в поэтическом сборнике «Иди ко мне в тишине» описывает его первую парту в школе. Город дал название альбому «Уиннемакка» 2002 года альтернативной кантри-группы «Ричмонд Фонтэйн», в котором Уиннемакка упоминается в первом треке «Казино победителей» (англ. Winner's Casino). Уиннемакка также упоминается в преамбуле к американской версии кантри-песни «Я был везде» (англ. I’ve Been Everywher).